# Famiglia giapponese

Una famiglia giapponese contemporanea

La famiglia giapponese (家族?, kazoku) svolge un ruolo fondamentale per una perfetta integrazione nella società giapponese. Essa è rigidamente basata sulla linea di successione, ove i discendenti sono collegati tra loro tramite un'idea di genealogia della famiglia (系図?, keizu), il che non significa relazioni basate sulla mera successione di sangue, ma piuttosto su un legame di relazione col fine incentrato sul mantenimento e il perpetuarsi della famiglia stessa come istituzione.
Dalla fine del periodo Tokugawa, quando il nucleo familiare di base era costituito dallo ie (家? “gruppo familiare”), fino alla seconda guerra mondiale, quando questo sistema fu smantellato sotto l'egida delle Forze alleate, la struttura della famiglia giapponese ha subito notevoli cambiamenti fino ad arrivare a un concetto di famiglia fondata sulla parità dei diritti per le donne, eredità condivisa tra tutti i figli e libera scelta di carriera e matrimonio.
Il rapido progresso economico del dopoguerra ha tuttavia portato all'interno della società giapponese una serie di problemi sociali di varia natura, soprattutto nella famiglia, quali ad esempio l'assenza di una figura paterna per i figli, dovuta agli orari rigidi delle aziende giapponesi nei quali lavorano i mariti e i padri di famiglia, e la pressione all'autorealizzazione e al successo personale nei ragazzi, innescando la diffusione di vari disturbi sociali che vedono i giovani giapponesi non uscire più di casa, ricorrere ad antidepressivi o suicidarsi.

## Storia

### Famiglia tradizionale

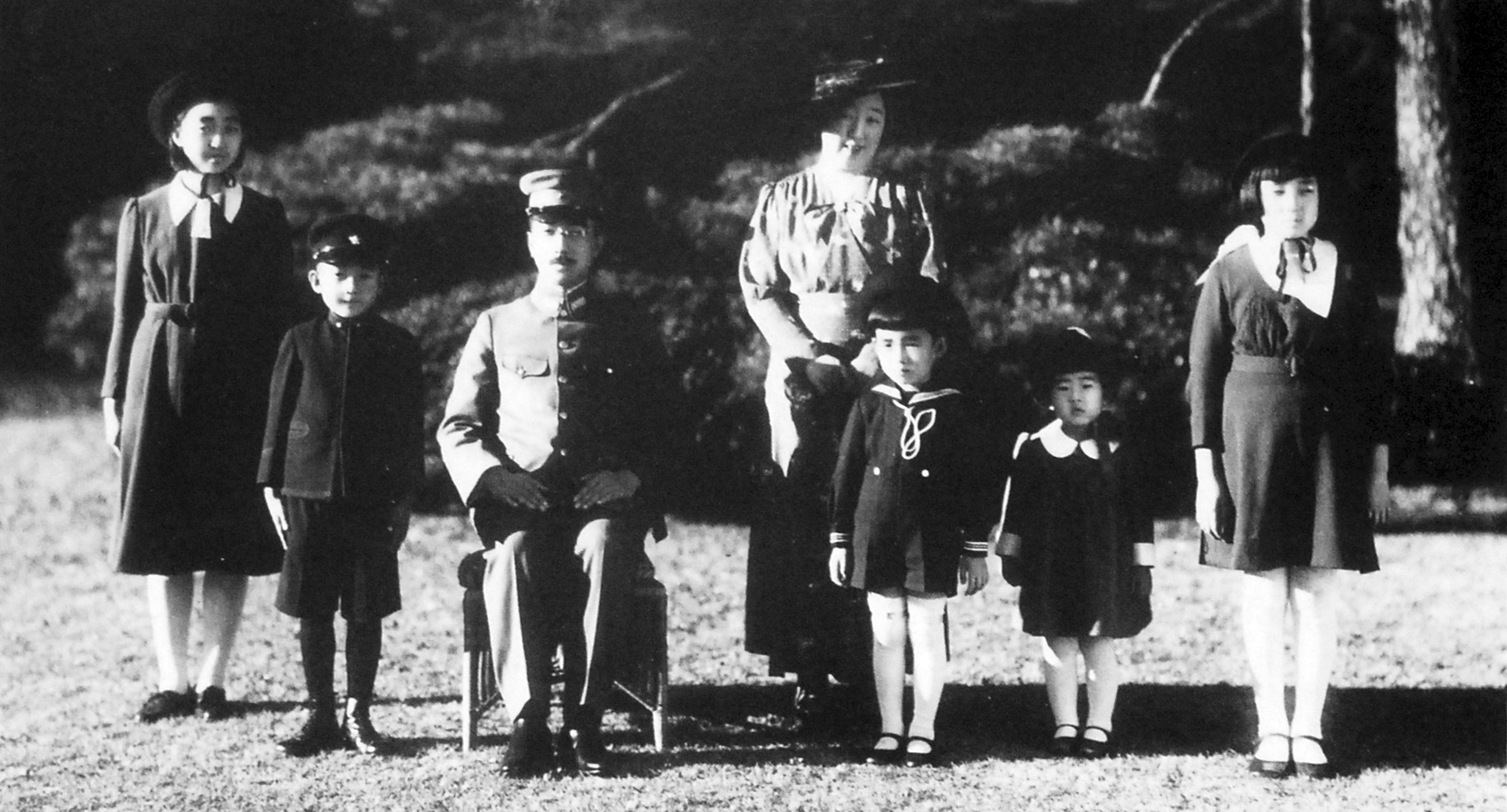
L'imperatore Hirohito con la moglie Kōjun e i loro figli nel 1941

Per gran parte del XX secolo il modello ideale di famiglia utilizzato in Giappone è quello dello ie, caratterizzato da un sistema patrilineare e da una rigida gerarchia strutturata in base all'età dei suoi membri. Le responsabilità familiari hanno la precedenza sui desideri individuali, poiché la famiglia, piuttosto che l'individuo, è considerata l'elemento collante che garantisce la sopravvivenza all'interno del sistema sociale.
La peculiarità di tale sistema consiste nella caratteristica essenziale, per ritenersi membri di una medesima famiglia, di abitare tutti all'interno della stessa casa e, in caso di mancanza di eredi maschi, di far rientrare nel nucleo familiare anche il genero, o qualsiasi estraneo che abbia anche solo un minimo grado di parentela, al quale viene dato il cognome della famiglia. Ciò può verificarsi anche nel caso in cui i figli maschi non siano ritenuti degni di perpetuare il nome di famiglia. L'ideale tradizionale del sistema ie designa infatti il figlio maggiore come erede della famiglia, il quale diviene responsabile della cura e del sostentamento degli anziani genitori, mentre i figli minori si trasferiscono formando famiglie autonome, che tuttavia rimangono affiliate e subordinate (in base al grado di interdipendenza economica) a quella principale. Il compito principale delle figlie è invece quello di trovare marito presso altre famiglie, col fine di donare degli eredi alla propria casata.
Nella famiglia tradizionale, il matrimonio viene visto come un importante collegamento tra le famiglie ed è fonte di grande preoccupazione in quanto la salvaguardia dell'identità dello ie ha priorità assoluta, sicché il matrimonio combinato (見合い?, miai) è molto diffuso nel Giappone pre-bellico mentre i membri della giovane coppia hanno poca o nessuna voce in capitolo nell'organizzazione. Tali matrimoni sono gestiti da un mediatore specializzato che si assume l'onere e la responsabilità di comunicare ai genitori l'eventuale rifiuto o la conclusione positiva dell'accordo. Inoltre, i genitori hanno anche il potere di richiamare i figli presso la propria abitazione se non soddisfatti dell'esito del matrimonio. Il ruolo della donna, una volta entrata nella nuova famiglia, è quello di onorare, più di quanto non faccia con i genitori, i propri suoceri, obbedire e servire il marito, mostrarsi accondiscendente e premurosa. Questa totale sottomissione è la chiave di volta che tiene in piedi l'intero sistema governativo del Giappone e viene considerato l'unico modo per dare pace e stabilità al Paese, benché sia noto il totale sacrificio delle donne a questo tipo di gerarchia.

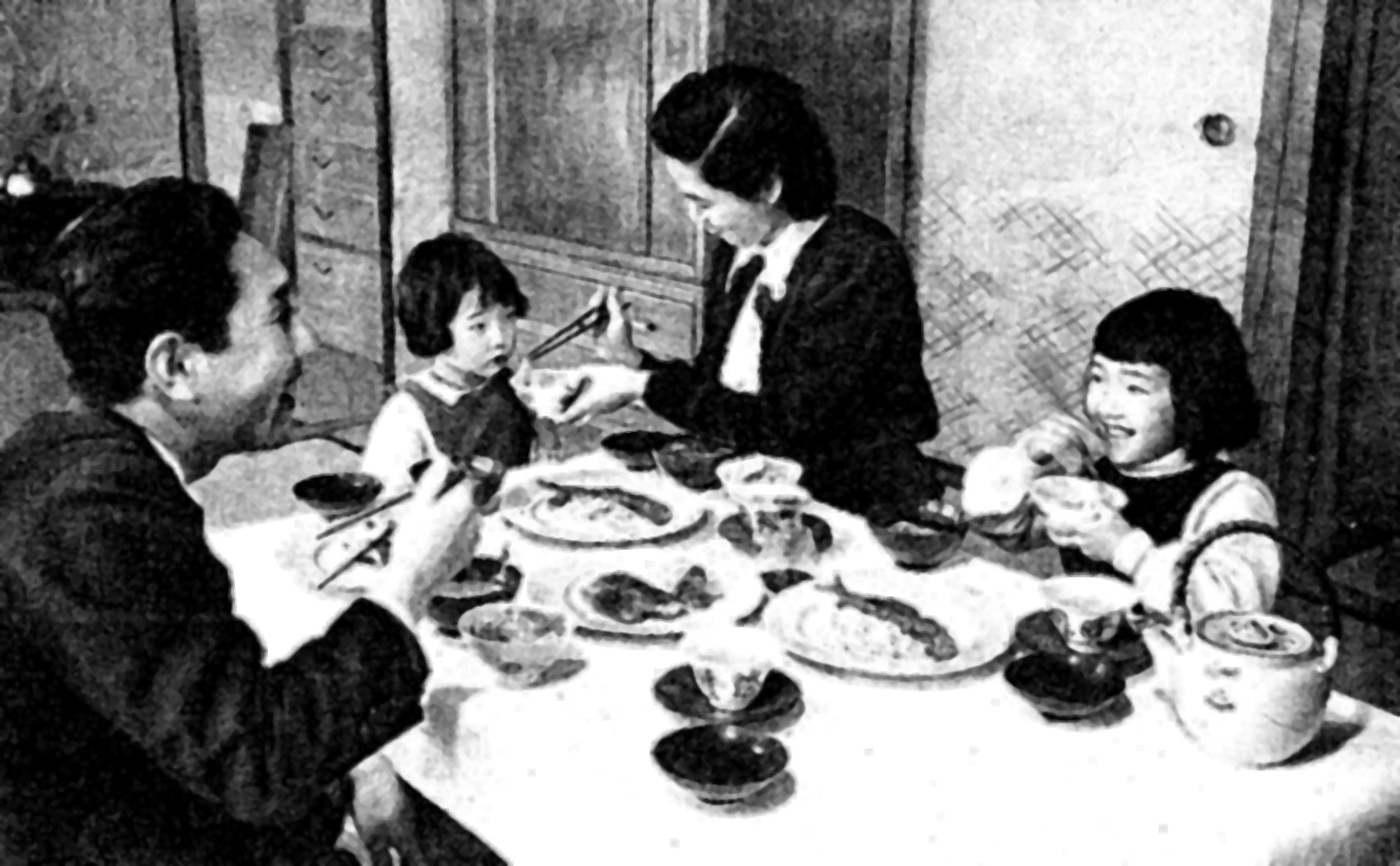
Pranzo in una famiglia giapponese degli anni cinquanta

### Secondo dopoguerra
La struttura della famiglia giapponese subisce importanti cambiamenti già dalla restaurazione Meiji del 1866, quando lo sviluppo economico e il capitalismo contribuiscono alla caduta graduale del sistema dello ie, causando l'abbandono della tradizione della famiglia patriarcale. La politica di democratizzazione voluta dagli Alleati durante il periodo d'occupazione contribuisce ad affinare questo processo: anzitutto viene privato di potere legale il vecchio sistema familiare, attraverso l'abolizione dell'eredità a disposizione del solo figlio maggiore e passando a un'eredità condivisa con tutti i membri del nucleo familiare, e nel frattempo anche la responsabilità del mantenimento dei genitori smette di essere un'esclusiva del primogenito passando a essere onere di tutti i figli. Anche il matrimonio combinato viene abolito, restituendo al matrimonio il vero significato di accordo reciproco tra le due persone coinvolte.
In secondo luogo, le famiglie diventano più piccole, il tasso di fertilità si abbassa, mentre la popolazione abbandona le aree rurali per concentrarsi nelle zone industrializzate delle grandi città, spostando il baricentro della forza lavoro dal settore agricolo e manifatturiero al settore dei servizi. Come in altri Paesi industrializzati, un numero sempre maggiore di giovani ha la possibilità di accedere all'istruzione terziaria e sempre più donne hanno accesso al mercato del lavoro; per contro, la certezza di trovare un lavoro viene meno, mentre i giovani cominciano a ritardare il matrimonio più possibile o a non sposarsi affatto.
Grandi cambiamenti avvengono anche nello stile delle abitazioni, le quali passano da essere pensate per una famiglia composta da tre generazioni a uno stile ideato per delle famiglie composte al massimo da quattro membri, ognuno dei quali ha a disposizione la propria stanza, divise tra loro non più dai tipici divisori scorrevoli (fusuma e shōji) ma da spesse mura di pietra. Questa rivoluzione viene tuttavia frenata dal costo elevato di tali abitazioni, corrispondente in certi casi a sette volte il reddito medio di una famiglia giapponese dell'epoca.

### Anni 1950 e 1960

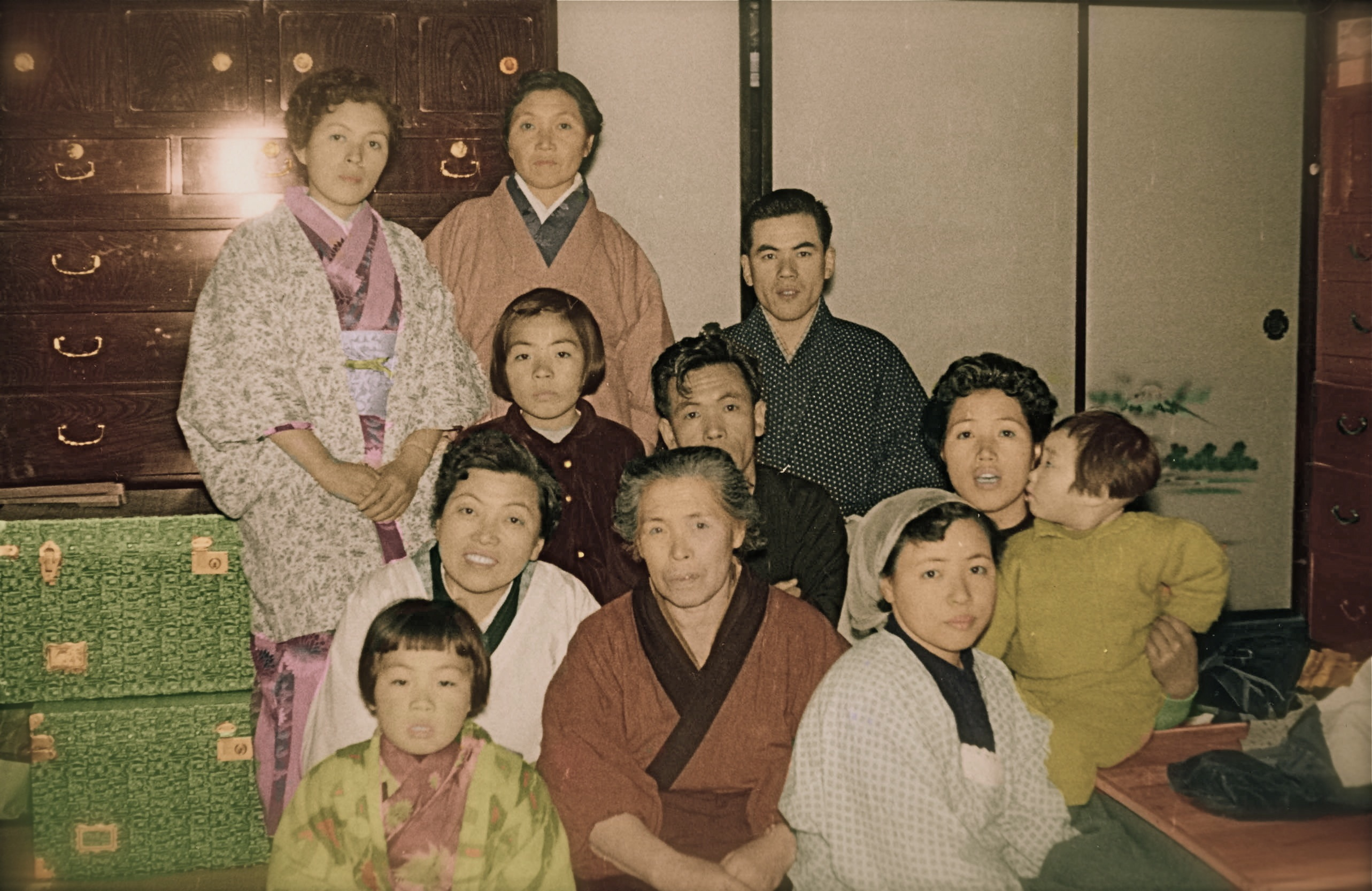
Una famiglia giapponese nel 1957

Verso la fine degli anni cinquanta e l'inizio degli anni sessanta incomincia a diffondersi in Giappone una particolare tipologia di famiglia composta da un marito lavoratore dipendente impiegato nel settore terziario, solitamente presso aziende fuori città, avente un reddito fisso e stakanovista (il cosiddetto salaryman, サラリーマン?, sararīman), dalla moglie, in genere casalinga (主婦?, shufu) e dai loro figli.
Il marito svolge il ruolo di capofamiglia, nonostante manchi da casa la maggior parte del giorno per sei giorni a settimana, lasciando la gestione della famiglia nelle mani della moglie. In quanto assente per lunghi periodi da casa, egli diventa quasi una figura estranea per i figli, i quali non hanno possibilità di vederlo mentre lavora né tanto meno di passare del tempo con lui nei periodi di pausa dal lavoro. Così i bambini rimangono in gran parte privi di un modello maschile, e la presenza del padre a casa finisce per creare confusione all'interno della vita familiare, piuttosto che rappresentare una situazione naturale.
Mentre il marito si occupa del sostentamento della famiglia, lavorando fino a tardi e mantenendo le sue amicizie all'interno della sfera lavorativa, la moglie si occupa dell'educazione e dell'istruzione dei figli. Grazie all'espansione dell'economia giapponese, i ragazzi che riescono a ottenere buoni risultati in ambito scolastico hanno il futuro assicurato con opportunità illimitate all'interno del mondo del lavoro. A causa di ciò l'obbiettivo primario della madre giapponese diventa il successo e la realizzazione dei figli: si diffonde così il fenomeno delle kyōiku mama (教育ママ?), termine spregiativo per indicare le madri ossessionate dalla buona riuscita del figlio in ambito scolastico e lavorativo, anche a costo di renderlo infelice. Questa particolare attenzione è rivolta soprattutto ai figli maschi, il cui futuro dipende esclusivamente dall'entrata nell'università giusta, mentre le figlie femmine sono incoraggiate a studiare soprattutto per trovare più facilmente marito o un lavoro part-time, il quale dagli anni sessanta viene adottato diffusamente in tutto il Giappone.
Sebbene la cosiddetta salaryman family non sia la più diffusa in Giappone nei primi anni sessanta, gli impiegati d'azienda risultano la categoria più ambita dalle donne giapponesi, in quanto in grado di assicurare un futuro benestante all'intera famiglia. Il poco tempo a disposizione della coppia per stare insieme non viene ancora affrontato come un vero problema. I suddetti cambiamenti nella struttura familiare, infine, portano la donna giapponese a essere sempre più istruita, incoraggiando gli stessi uomini a scegliere come mogli questa tipologia di donna. Sul finire del decennio si registra anche un aumento del numeri dei divorzi.

### Anni 1970
Durante gli anni settanta la generazione figlia della salaryman family cresce in modo sostanzialmente differente dalla precedente, abituata a convivere con l'assenza dei padri, con i genitori con ben poco in comune, oltre a non avere la percezione delle difficoltà economiche in tempo di guerra o nell'immediato dopoguerra, prendendo confidenza con la vita familiare come rappresentata nei film americani e con il concetto di "matrimonio per amore".

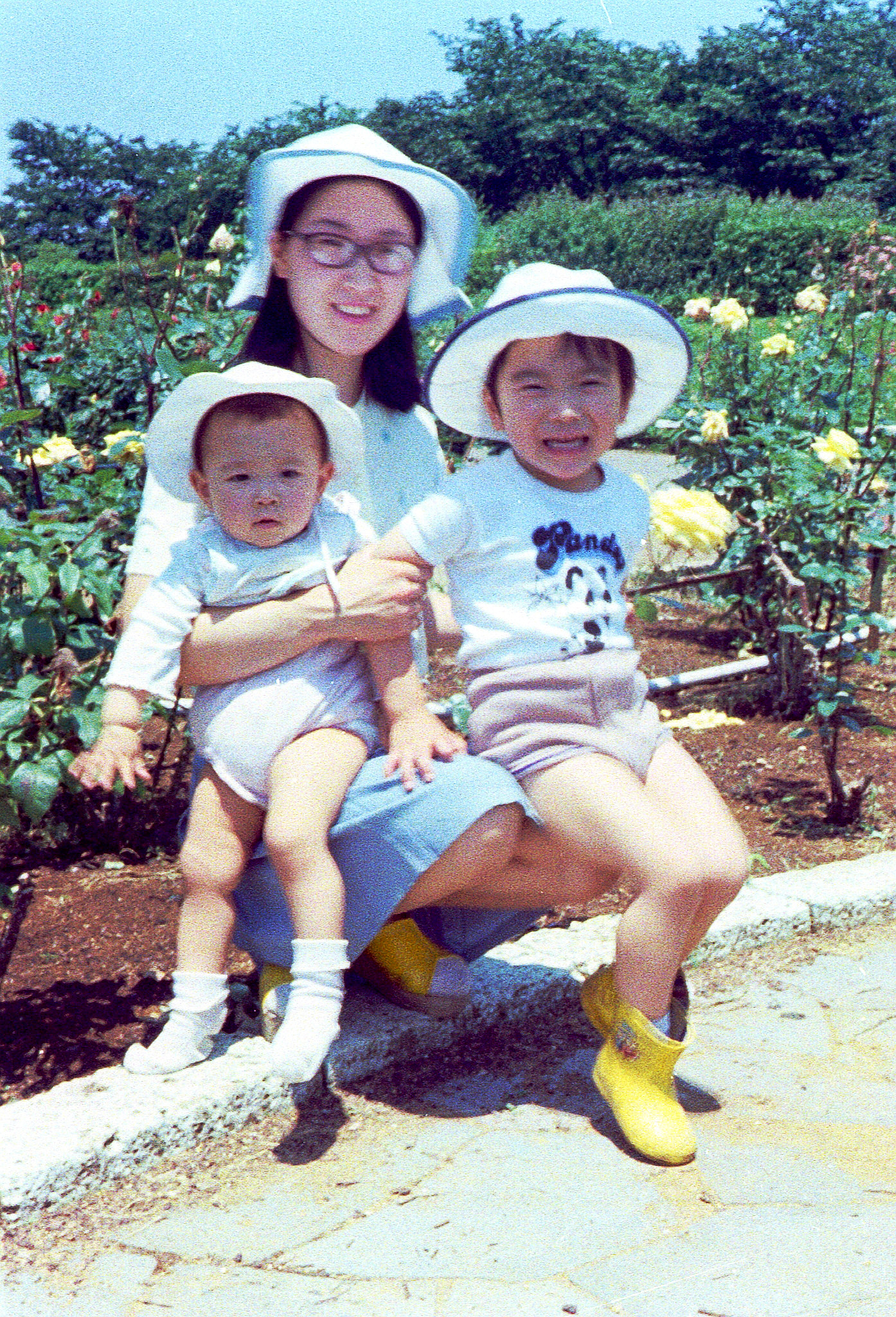
Gli anni settanta vedono un cambiamento radicale nella struttura familiare giapponese, che porta le donne nipponiche a essere sempre più istruite e indipendenti

Tutto ciò, unito alle richieste di eguaglianza da parte delle donne che sfociarono nell'istituzione di un Movimento di liberazione delle donne, e alle proteste studentesche di fine anni sessanta, dà adito alla nascita di una nuova tipologia di famiglia conosciuta con il nome di new family. Quest'ultima differisce dalla sua precedente concezione in tre concetti chiave: in primo luogo, le relazioni tra le coppie sono sempre più associate all'idea romantica dell'amore, con la vita matrimoniale basata sulle relazioni sentimentali e non più su un mero accordo economico tra le parti. In secondo luogo, i rapporti tra moglie e marito diventano più equilibrati e democratici, con una maggiore partecipazione negli affari familiari da parte del marito, il quale lo si può vedere accompagnare le mogli al supermercato e passare del tempo con i figli durante il fine settimana. Inoltre il termine new family viene pubblicizzato in riviste (alcune delle quali sviluppate per soddisfare il mercato), o usato come marchio associato a un innovativo stile di vita.
La maggiore partecipazione delle donne in attività extra-domestiche, lo sviluppo economico del Paese, il lavoro degli uomini al di fuori della comunità residenziale, e il numero crescente di donne più istruite, con lunghi periodi liberi da obblighi familiari, contribuisce allo sviluppo di una varietà di opportunità per le donne, che vanno dal lavoro part-time (il quale cresce di tre punti percentuali passando dal 9% degli anni sessanta al 12%) all'educazione dei figli alla partecipazione delle attività della comunità, oltre a provvedere ai bisogni del marito.

### Anni 1980 e 1990
Durante gli anni ottanta, il tasso di natalità cala drasticamente, mentre l'età media del matrimonio aumenta diventando una delle più alte tra i Paesi industrializzati. Questi dati riflettono l'aumento del livello di istruzione di entrambi i sessi e il modello praticamente universale delle donne che lavorano fuori casa per diversi anni prima di sposarsi, assottigliando il divario di preparazione scolastica e lavorativa tra le donne e gli uomini. Nel 1986, il Giappone firma la Dichiarazione delle Nazioni Unite sulle donne e, di conseguenza, adotta la legge per le pari opportunità garantendo alle donne la possibilità di accedere a qualunque tipo di lavoro. I ruoli manageriali rimangono tuttavia a solo appannaggio degli uomini.
Una minoranza significativa delle donne giapponesi concorda sul fatto che se una donna è in grado di mantenersi, non è obbligata a contrarre matrimonio. Ciò è in contrasto con la tradizionale convinzione che la felicità di una donna dipenda dalla creazione di una famiglia. Tutto questo mina l'autorità patriarcale. Eppure durante questo periodo la stragrande maggioranza dei giapponesi si sposa, con la convinzione diffusa che il matrimonio dovrebbe avvenire all'età giusta. Le donne preferiscono avere figli prima dei 30 anni, sia per motivi di salute sia perché in questo modo le problematiche economiche connesse alla crescita dei bambini possono essere risolte prima che il marito vada in pensione e il reddito familiare diminuisca.
Durante tutto questo periodo il Giappone diventa sempre più consapevole del rapido invecchiamento della sua società, costringendo il governo ad attuare drastiche riforme quali invitare le donne ad avere più figli, a occuparsi della cura dei genitori anziani — anche se in questo periodo incominciano a diffondersi specifiche case di riposo chiamate rōjin hōmu (老人ホーム?) — e a coprire le esigenze di scarsità di manodopera. Difatti, durante il periodo post-bellico, le donne non vengono impiegate come forza lavoro a causa di una combinazione di fattori, tra cui sufficiente manodopera maschile, l'efficienza economica di mantenere un pool di manodopera a basso costo da utilizzare solo in caso di necessità, le esigenze della famiglia e il livello di istruzione non eccelso delle donne. Dagli anni ottanta, tuttavia, alcuni dei fattori che hanno impedito alle donne una piena partecipazione alla forza lavoro hanno cominciato a cambiare. Una maggiore istruzione delle donne ed esperienza in ambito lavorativo, la loro longevità, un minor numero di figli da crescere, e l'alto costo delle abitazioni e dell'istruzione dei bambini sono tra i motivi della crescente partecipazione delle donne sposate alla forza lavoro.
Nel frattempo la diffusione della tecnologia, in particolare del mercato degli apparecchi televisivi, contribuisce ad allentare i legami familiari, rendendo i membri della famiglia più indipendenti l'uno dall'altro. Ciò si rispecchia anche nel palinsesto televisivo, da cui in pochi anni scompaiono i programmi generalisti ideati per intrattenere tutta la famiglia, sostituiti da programmi specifici in base alla fascia d'età, oltre ai programmi pensati per un pubblico maturo in seconda serata. Ciò comporta una maggiore autonomia anche negli adolescenti, i quali oltre a passare il tempo nella propria camera quando sono a casa, occupano il loro tempo a scuola, negli sport o in un lavoro part-time, mentre lo sviluppo della ristorazione pubblica permette la consumazione dei pasti al di fuori delle mura domestiche.

### Famiglia moderna

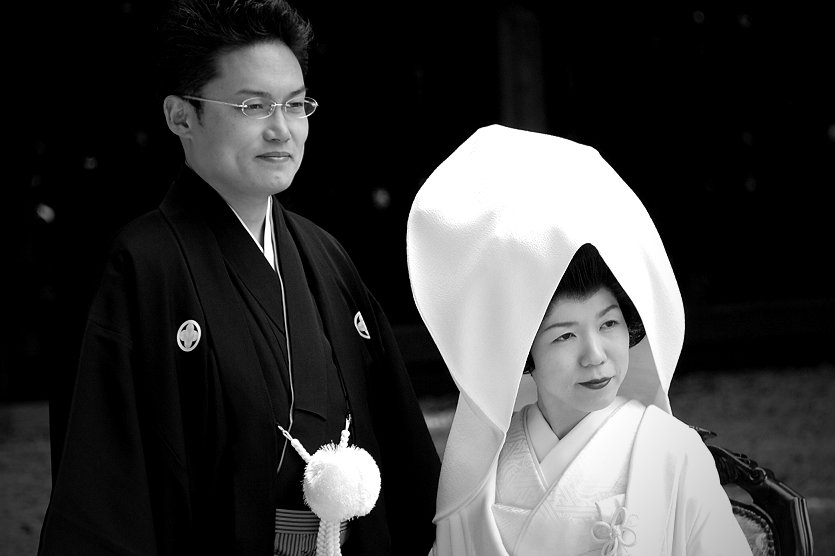
Una coppia giapponese vestita con i tradizionali kimono del matrimonio shintoista

Nel 2005 il tasso di mortalità supera il tasso di natalità per la prima volta dal 1889, mentre il tasso di fecondità delle donne giapponesi raggiunge il livello minimo di 1,26 neonati, confermando le stime che vogliono la popolazione giapponese diminuita di un terzo entro il 2060. Solo nel 2006 si verifica un incremento nelle nascite con 1,086 milioni di bambini nati nel Paese, 23 000 in più rispetto all'anno precedente, portando il tasso fino all'1,29. Tuttavia gli esperti di demografia affermano che sia necessario un tasso di 2,1 per evitare il decrescere della popolazione.
Questo problema sociale è uno dei maggiori problemi che caratterizza la moderna famiglia giapponese, oltre una diminuzione costante del tasso di nuzialità. Dopo il picco del 2002 (289 836) il numero di divorzi si stabilizza, e sebbene la maggior parte di questi si verifichi intorno ai trent'anni, aumentano sensibilmente i casi di divorzi tra persone molto più mature, che vedono finire il loro matrimonio intorno al periodo di pensionamento del coniuge maschile della coppia. Tra i vari fattori che contribuiscono a questo fenomeno vi sono: il non preoccuparsi più di tanto della reazione e dello stato emotivo dei figli, in quanto già grandi e sistemati con la propria famiglia; il senso di compiacimento della moglie che sente di avere ormai compiuto il proprio dovere, allevando i figli e avendo accudito il marito per la maggior parte della sua vita, spinta dal bisogno di cambiare stile di vita, allaccia nuove amicizie indipendenti dal rapporto coniugale. Questo fenomeno contrasta in modo indicativo la norma tradizionale che vuole la moglie comportarsi da elemento collante che tiene assieme la famiglia, sopportando anche eventuali differenze con il marito.

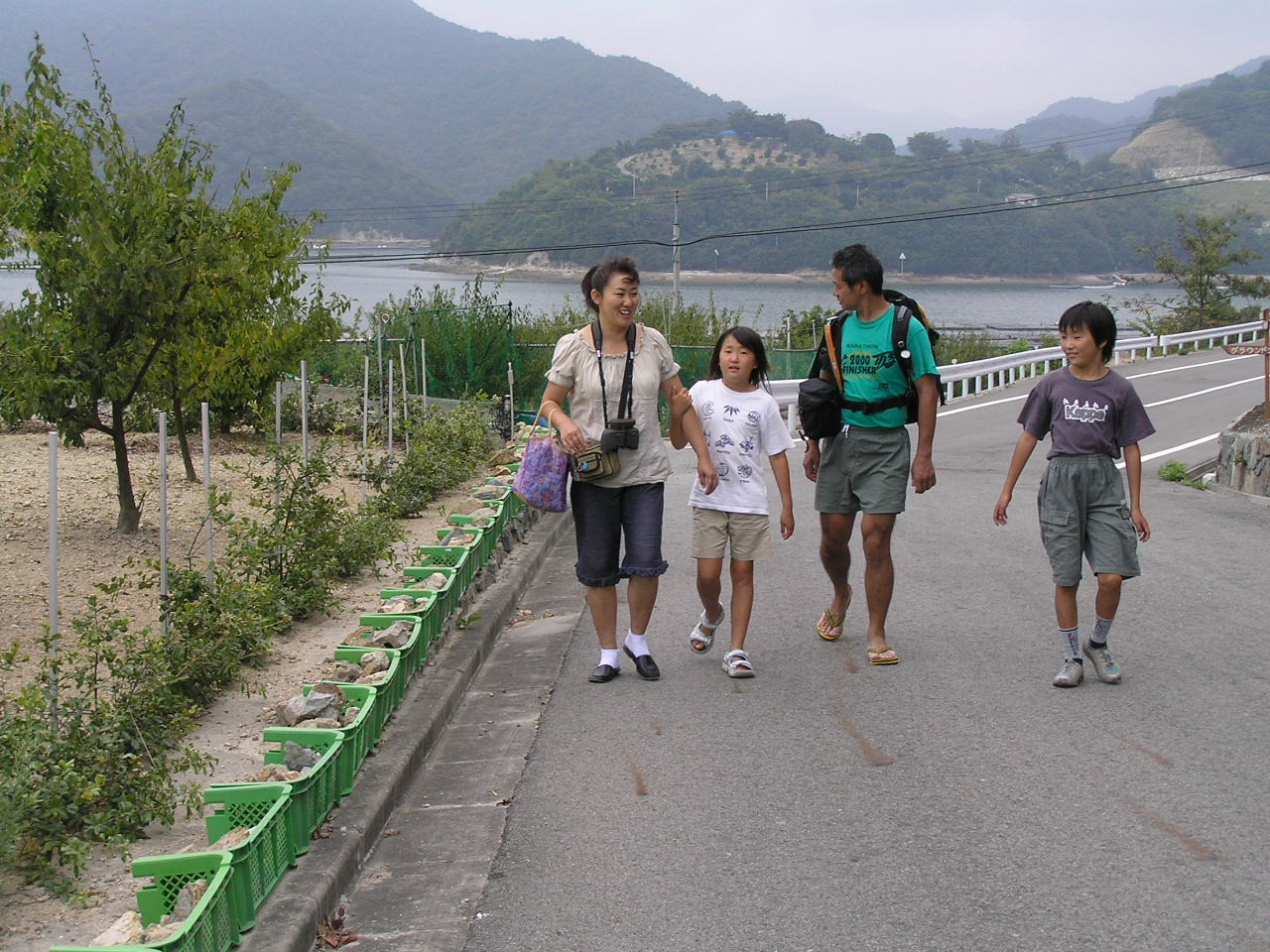
L'era moderna vede la diffusione delle famiglie nucleari, sul modello di quelle occidentali

Un altro problema sorto durante gli anni duemila è quello che riguarda il sistema di registro familiare chiamato koseki (戸籍?). Tale sistema prevede che la coppia sposata condivida lo stesso cognome, con uno dei due coniugi (di solito la moglie) che rinuncia al suo cognome per appropriarsi di quello dell'altro. Un numero sempre maggiore di donne in carriera è contrario alla cancellazione del proprio nome di famiglia quando si sposa, e decidendo di non registrare ufficialmente il matrimonio corre il rischio che i figli siano riconosciuti come illegittimi; eventualità che può portare a conseguenze spiacevoli dato che il koseki viene utilizzato per l'iscrizione a scuola o nelle domande di lavoro.
In caso di separazione, all'interno del registro familiare è inoltre necessario specificare per quale tipo di divorzio si sia optato. Pertanto se un giovane ha bisogno del koseki per iscriversi a una scuola, o per presentare una domanda di lavoro, tutti i soggetti coinvolti vengono a conoscenza di quando e come i suoi genitori abbiano divorziato. Lo scioglimento del matrimonio in seguito a rottura dei rapporti è visto come un aspetto che può sconvolgere la vita dei bambini, molto di più rispetto al divorzio consensuale, e quindi è percepito come un qualcosa da evitare. Questo atteggiamento ha impedito il diffondersi di questo tipo di divorzio e potrebbe essere legato al fenomeno dei divorzi tra coniugi maturi, che si verificano dopo l'utilizzo del koseki per i vari aspetti della vita dei figli, causando meno danni rispetto ai divorzi avvenuti durante la loro fase di crescita.
La natura fortemente convenzionale del koseki, che in qualche modo incoraggia il mantenimento della struttura patrilineare già in auge nel Giappone pre-bellico, costringe inoltre le coppie di fatto a rimanere nell'ombra, e le famiglie composte da coppie dello stesso sesso non hanno protezioni legali paritarie rispetto a quelle eterosessuali. Al 2017 sei città o suddivisioni in Giappone (Shibuya, Setagaya, Iga, Takarazuka, Naha, Sapporo) riconoscono le unioni tra persone dello stesso sesso, garantendo loro alcuni dei benefici di un matrimonio.

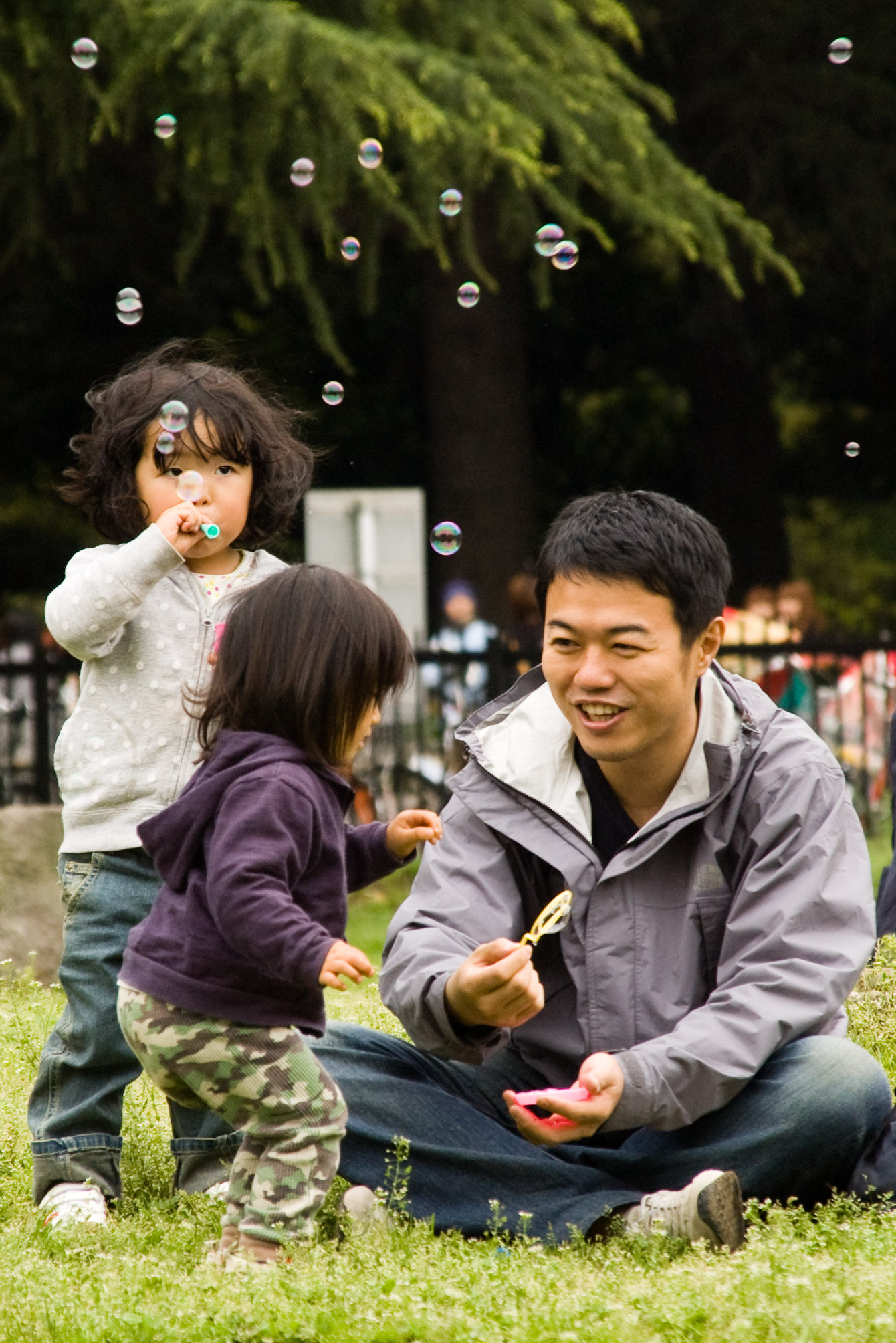
Nel Giappone contemporaneo il padre è deputato al mantenimento economico della famiglia e possiede poco tempo da trascorrere con i figli

La maggior parte delle famiglie giapponesi moderne sono famiglie nucleari, simili a quelle nordamericane. Sono composte al massimo da quattro-cinque membri: due coniugi, due figli e in alcuni casi da un nonno. Nonostante l'aspetto sia molto simile alle famiglie occidentali, il percorso storico, sociologico e culturale che ha portato il Giappone ad adottare questo sistema familiare è molto diverso.

## Ruoli nella famiglia contemporanea
All'interno della famiglia giapponese contemporanea, i ruoli di madre, padre, figli e nonno sono per certi versi simili a quelli della famiglia americana contemporanea. Il padre passa solitamente molte ore fuori casa, con alcune eccezioni rappresentate da padri impegnati in imprese a conduzione familiare nella quale la famiglia vive e lavora sotto lo stesso tetto. In questo caso, non vi è una netta separazione della figura del padre dal resto della famiglia, separazione che rappresenta una dinamica peculiare nella vita familiare giapponese.
Il fatto che i padri giapponesi passino così tanto tempo al lavoro significa che essi spesso abbiano poco tempo o energia da trascorrere con i loro figli, e quindi non solo la responsabilità di crescere i figli ricade sulle madri, ma i padri finiscono per venire rimossi dalle vite dei bambini.
È normale che la madre si assuma la piena responsabilità dell'educazione dei figli, supervisionando la loro educazione, oltre a gestire anche le finanze della famiglia. Questo pone pesanti pressioni sia sulle donne giapponesi, sia sul rapporto tra la madre e i figli.
La terza età in Giappone infine rappresenta idealmente il momento della vita in cui è possibile venire meno agli obblighi sociali, continuare a fare parte dell'azienda di famiglia pur lasciando la responsabilità principale ai figli, socializzare, ricevere attenzioni dai propri cari e attestati di stima dalla comunità.

### Onorifici utilizzati all'interno del nucleo familiare
Nella lingua giapponese vi è l'usanza di utilizzare dei suffissi onorifici posti dopo il nome di una persona per stabilire il grado di confidenza o rispetto che si ha nei confronti della stessa. Anche all'interno del nucleo familiare questi vengono utilizzati, soprattutto nella forma più comune (-san), anche se sono diffusi i suffissi -chan (soprattutto tra fratelli e sorelle) o il -sama. Da notare inoltre che per riferirsi ai propri familiari mentre si parla con altri, sono usati altri termini, come ad esempio haha (母? nomignolo per "mamma").
Di seguito un albero genealogico che mostra i gradi di parentela e le rispettive traduzioni in lingua giapponese (rōmaji e kanji):
|                                   |                                   |                                   |                                   |                                   |                                   |                       |                       |                                  |                                  |                                  |                                  |                                  |                                  | Nonna Obāsan お祖母さん | Nonna Obāsan お祖母さん | Nonna Obāsan お祖母さん         | Nonna Obāsan お祖母さん         | Nonna Obāsan お祖母さん         | Nonna Obāsan お祖母さん         |                                 |                                 | Nonno Ojīsan お祖父さん      | Nonno Ojīsan お祖父さん      | Nonno Ojīsan お祖父さん        | Nonno Ojīsan お祖父さん        | Nonno Ojīsan お祖父さん        | Nonno Ojīsan お祖父さん        |                                |                                |                              |                              |                              |                              |                              |                              |
|                                   |                                   |                                   |                                   |                                   |                                   |                       |                       |                                  |                                  |                                  |                                  |                                  |                                  | Nonna Obāsan お祖母さん | Nonna Obāsan お祖母さん | Nonna Obāsan お祖母さん         | Nonna Obāsan お祖母さん         | Nonna Obāsan お祖母さん         | Nonna Obāsan お祖母さん         |                                 |                                 | Nonno Ojīsan お祖父さん      | Nonno Ojīsan お祖父さん      | Nonno Ojīsan お祖父さん        | Nonno Ojīsan お祖父さん        | Nonno Ojīsan お祖父さん        | Nonno Ojīsan お祖父さん        |                                |                                |                              |                              |                              |                              |                              |                              |
|                                   |                                   |                                   |                                   |                                   |                                   |                       |                       |                                  |                                  |                                  |                                  |                                  |                                  |                         |                         |                                 |                                 |                                 |                                 |                                 |                                 |                              |                              |                                |                                |                                |                                |                                |                                |                              |                              |                              |                              |                              |                              |
|                                   |                                   |                                   |                                   |                                   |                                   |                       |                       |                                  |                                  |                                  |                                  |                                  |                                  |                         |                         |                                 |                                 |                                 |                                 |                                 |                                 |                              |                              |                                |                                |                                |                                |                                |                                |                              |                              |                              |                              |                              |                              |
|                                   |                                   |                                   |                                   |                                   |                                   | Mamma Okāsan お母さん | Mamma Okāsan お母さん | Mamma Okāsan お母さん            | Mamma Okāsan お母さん            | Mamma Okāsan お母さん            | Mamma Okāsan お母さん            |                                  |                                  | Papà Otōsan お父さん    | Papà Otōsan お父さん    | Papà Otōsan お父さん            | Papà Otōsan お父さん            | Papà Otōsan お父さん            | Papà Otōsan お父さん            |                                 |                                 | Zio Ojisan 伯父さん/叔父さん | Zio Ojisan 伯父さん/叔父さん | Zio Ojisan 伯父さん/叔父さん   | Zio Ojisan 伯父さん/叔父さん   | Zio Ojisan 伯父さん/叔父さん   | Zio Ojisan 伯父さん/叔父さん   |                                |                                | Zia Obasan 伯母さん/叔母さん | Zia Obasan 伯母さん/叔母さん | Zia Obasan 伯母さん/叔母さん | Zia Obasan 伯母さん/叔母さん | Zia Obasan 伯母さん/叔母さん | Zia Obasan 伯母さん/叔母さん |
|                                   |                                   |                                   |                                   |                                   |                                   | Mamma Okāsan お母さん | Mamma Okāsan お母さん | Mamma Okāsan お母さん            | Mamma Okāsan お母さん            | Mamma Okāsan お母さん            | Mamma Okāsan お母さん            |                                  |                                  | Papà Otōsan お父さん    | Papà Otōsan お父さん    | Papà Otōsan お父さん            | Papà Otōsan お父さん            | Papà Otōsan お父さん            | Papà Otōsan お父さん            |                                 |                                 | Zio Ojisan 伯父さん/叔父さん | Zio Ojisan 伯父さん/叔父さん | Zio Ojisan 伯父さん/叔父さん   | Zio Ojisan 伯父さん/叔父さん   | Zio Ojisan 伯父さん/叔父さん   | Zio Ojisan 伯父さん/叔父さん   |                                |                                | Zia Obasan 伯母さん/叔母さん | Zia Obasan 伯母さん/叔母さん | Zia Obasan 伯母さん/叔母さん | Zia Obasan 伯母さん/叔母さん | Zia Obasan 伯母さん/叔母さん | Zia Obasan 伯母さん/叔母さん |
|                                   |                                   |                                   |                                   |                                   |                                   |                       |                       |                                  |                                  |                                  |                                  |                                  |                                  |                         |                         |                                 |                                 |                                 |                                 |                                 |                                 |                              |                              |                                |                                |                                |                                |                                |                                |                              |                              |                              |                              |                              |                              |
|                                   |                                   |                                   |                                   |                                   |                                   |                       |                       |                                  |                                  |                                  |                                  |                                  |                                  |                         |                         |                                 |                                 |                                 |                                 |                                 |                                 |                              |                              |                                |                                |                                |                                |                                |                                |                              |                              |                              |                              |                              |                              |
| Fratello maggiore Onīsan お兄さん | Fratello maggiore Onīsan お兄さん | Fratello maggiore Onīsan お兄さん | Fratello maggiore Onīsan お兄さん | Fratello maggiore Onīsan お兄さん | Fratello maggiore Onīsan お兄さん |                       |                       | Sorella maggiore Onēsan お姉さん | Sorella maggiore Onēsan お姉さん | Sorella maggiore Onēsan お姉さん | Sorella maggiore Onēsan お姉さん | Sorella maggiore Onēsan お姉さん | Sorella maggiore Onēsan お姉さん |                         |                         | Fratello minore Otōtosan 弟さん | Fratello minore Otōtosan 弟さん | Fratello minore Otōtosan 弟さん | Fratello minore Otōtosan 弟さん | Fratello minore Otōtosan 弟さん | Fratello minore Otōtosan 弟さん |                              |                              | Sorella minore Imōtosan 妹さん | Sorella minore Imōtosan 妹さん | Sorella minore Imōtosan 妹さん | Sorella minore Imōtosan 妹さん | Sorella minore Imōtosan 妹さん | Sorella minore Imōtosan 妹さん |                              |                              |                              |                              |                              |                              |

## Fenomeni sociali derivati
L'eccessiva interdipendenza tra madre e figlio può essere causa di problemi di sviluppo psicologico nei bambini, mentre una spropositata pressione all'autorealizzazione e al successo personale sui ragazzi può avere effetti contrari se questi ultimi non riescono a esorcizzarla o non riescono a conformarsi con il resto della società giapponese, nella quale è indispensabile seguire un preciso e lineare percorso di vita, soddisfacendo le aspettative pre-imposte dalla società, ove discostarsi da queste significa fallire totalmente. Per cui, non è raro che alcuni ragazzi non riescano a sopportare questa pressione, a cui si unisce la mancanza di una figura maschile e dei periodi passati in solitudine a causa del lavoro dei genitori, finendo per chiudersi in sé stessi, non uscendo più di casa per mesi o per anni, a ricorrere a medicine o, in casi estremi, al suicidio.
Anche i padri, che passano numerose ore sul posto di lavoro, finiscono per soffrire di stress da "troppo lavoro". Il fenomeno, segnalato per la prima volta alla fine degli anni sessanta, è causa di numerosi suicidi ogni anno in Giappone, oltre a morti naturali come quelle causate da attacchi cardiaci.